# Vartiusbanan
Vartiusbanan är en del av Finlands järnvägsnät och sträcker sig från Kontiomäki station i Paldamo kommun till Vartius gränsstation vid den ryska gränsen. Bansträckningen blev klar 1976 och elektrifierades 2006. Ibland kallas bansträckningen för Kostamusbanan, eftersom godstrafik, järnmalm, från Kostomuksja (Kostamus) i Ryssland går längs banan. Banan används enbart för godstrafik.